# Бугай водяний
Буга́й водяний (Botaurus stellaris) — птах родини чаплевих (Ardeidae). Інколи терміном «бугай» позначають всіх представників родів Botaurus і Ixobrychus. У викопному стані вид відомий з плейстоцену. Перебуває під охороною Бернської конвенції та ряду інших природоохоронних документів.

## Зовнішній вигляд
Маса тіла 1,0-2,0 кг, довжина тіла 70-80 см, розмах крил 125—135 см. Забарвлення є типово захисним. У дорослого птаха оперення вохристо-жовте, з численними чорно бурими рисками і смугами; тім'я чорно-буре; «вуса» темно-бурі; дзьоб жовтуватий; ноги зеленкуваті; райдужна оболонка ока жовтогаряча. Молодий птах світліший; верхня частина голови і «вуса» бурі. Для кращого маскування птах підіймає дзьоб до верху і таким чином його забарвлення зливається з фоном (осокою, високою травою).

## Поширення та особливості біології
Поширений в Європі, Азії, Африці. В Україні гніздовий перелітний птах, окремі особини зимують.
До України прилітає в березні — квітні, відлітає в жовтні — листопаді; частина птахів зимує в пониззях Дунаю і Дністра. Інколи «бухкання» чути ще навіть коли на воді тримається лід.
Гніздяться бугаї в плавнях, на болотах, у заростях очерету, де весною і на початку літа чути своєрідне «бухкання» самців, схоже на рев бика. Бовкання утворюється при стисканні повітря у волі птаха. Це бухкання є шлюбним покликом для самки, а також територіальною ознакою.
Кладку з 3—5 яєць насиджують 21—23 дні.
Живляться жабами, пуголовками, дрібною рибою, комахами.

## Охорона
Стан більшості природних популяцій виду в межах ареалу залишається більш-менш стабільним. Саме тому він, згідно Червоного списку МСОП, отримав охоронний статус «відносно благополучний вид». Але в окремих регіонах спостерігається тенденція до зниження чисельності популяції виду, що потребує запровадження охоронних заходів. Тому, бугай водяний занесений до Додатку ІІ Бернської конвенції (охоронна категорія: вид підлягає особливій охороні) та Резолюції 6 (види, що потребують спеціальних заходів збереження їхніх оселищ) цієї ж конвенції. Крім того, вид охороняється Боннською конвенцією (Додаток ІІ. Види, стан яких є несприятливим), а також Директивою Європейського Союзу 2009/147/ЄС «Про захист диких птахів» (Додаток І. Види і підвиди, що знаходяться під загрозою вимирання, які є вразливими, рідкісними або специфічними з екологічної точки зору). На регіональному рівні в Україні бугай водяний занесений до Червоних книг/списків тварин Закарпатської, Луганської, Сумської та Харківської областей.

## Галерея

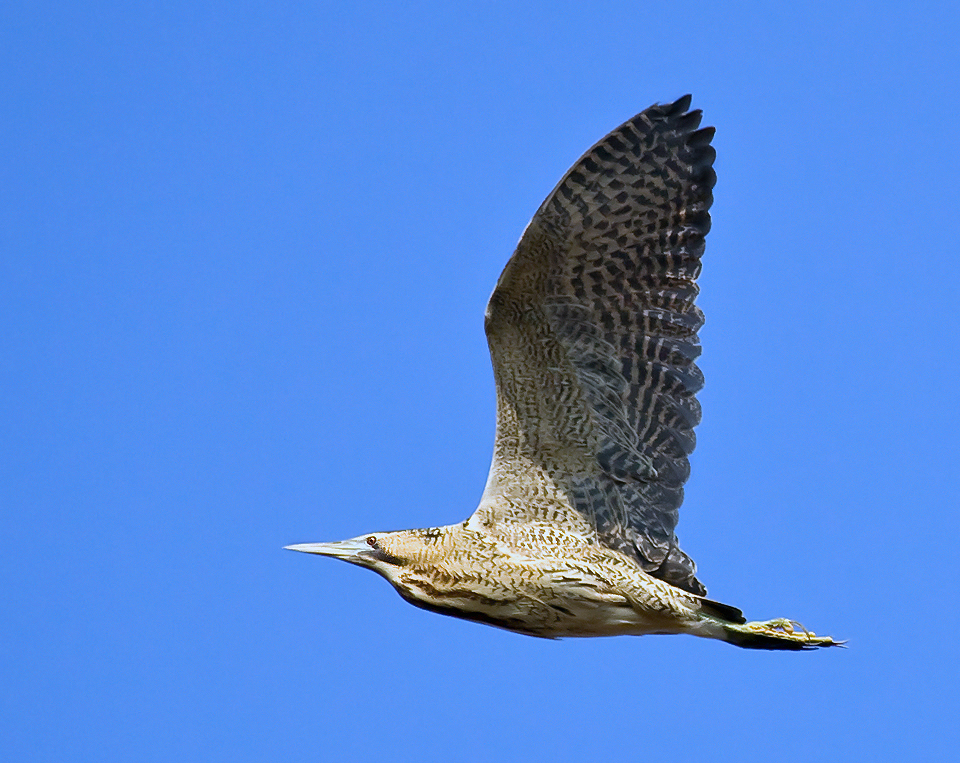
Бугай у польоті
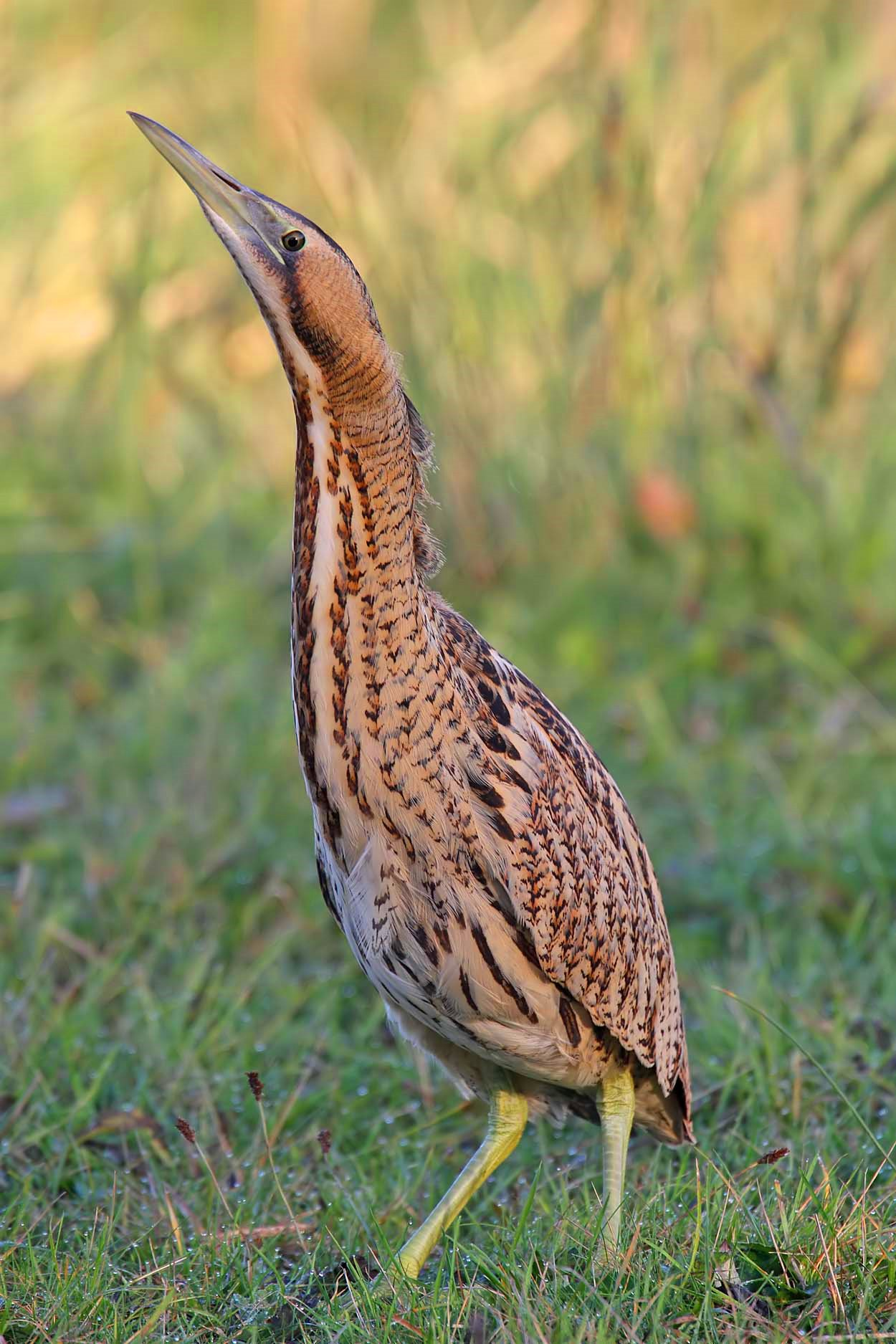
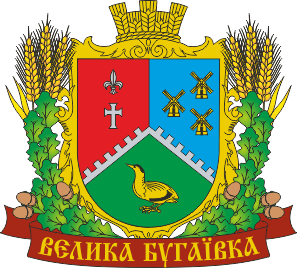
Герб с. Велика Бугаївка (Київська область) із зображенням бугая
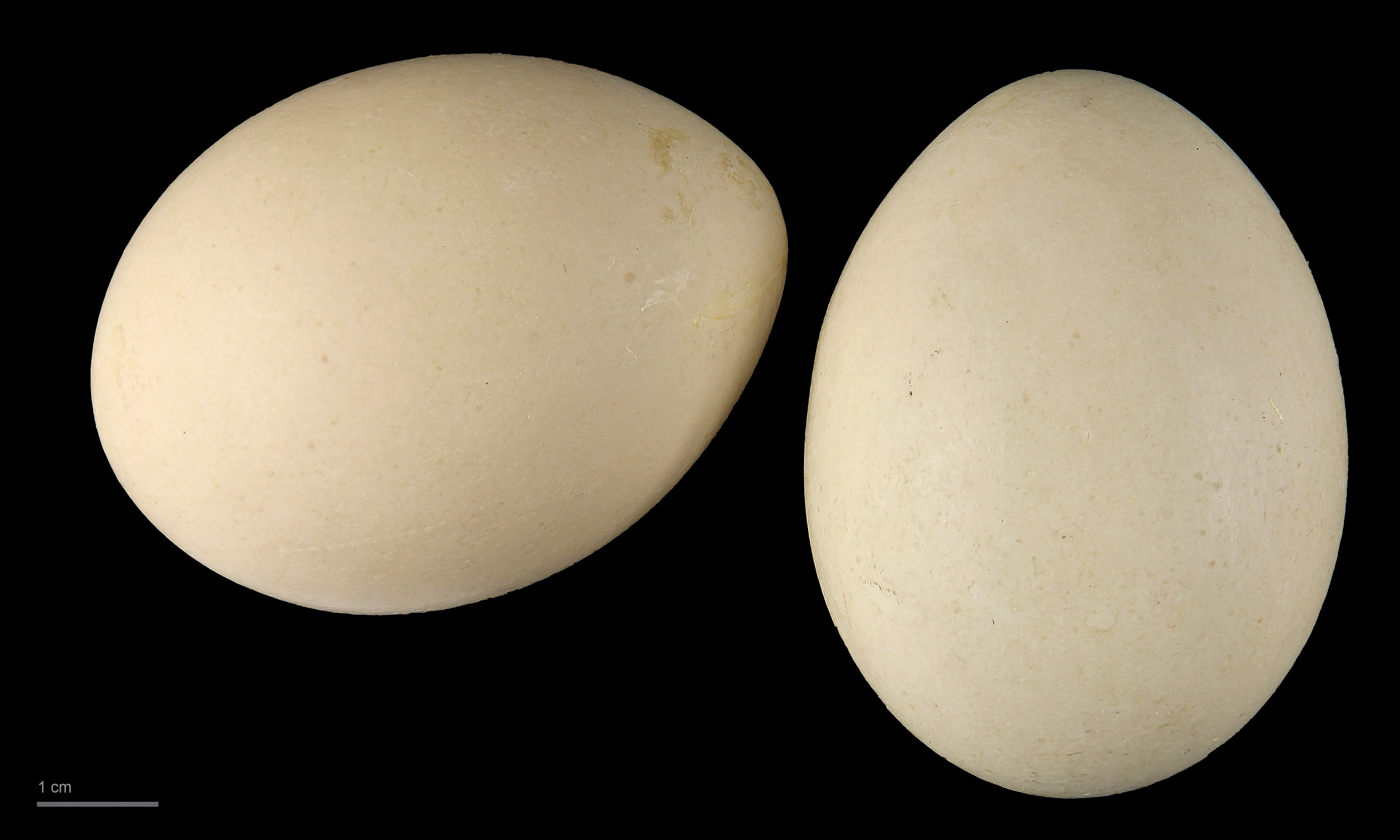
яйце Botaurus stellaris -  Тулузький музей